# Svazek obcí mikroregionu Kouřimsko
Svazek obcí mikroregionu Kouřimsko je dobrovolný svazek obcí podle zákona v okresu Kolín, jeho sídlem je Kouřim a jeho cílem je celkový rozvoj mikroregionu, životní prostředí, cestovní ruch. Sdružuje celkem 16 obcí a byl založen v roce 1999.

## Obce sdružené v mikroregionu
- Barchovice
- Dolní Chvatliny
- Horní Kruty
- Klášterní Skalice
- Kouřim
- Krychnov
- Libodřice
- Malotice
- Svojšice
- Toušice
- Třebovle
- Vitice
- Zalešany
- Zásmuky
- Žabonosy
- Polní Voděrady